# Józef Englicht

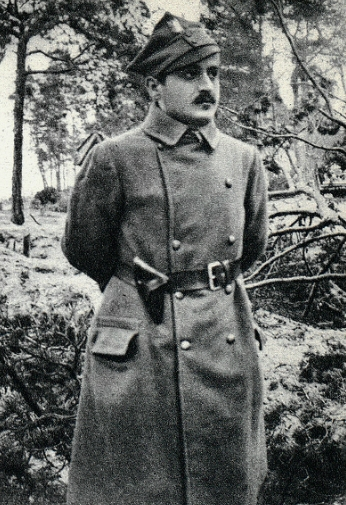
Józef Englicht jako żołnierz Legionów

Józef Englicht (ur. 31 grudnia 1891 w Dąbrowie Górniczej, zm. 8 grudnia 1954 w Edynburgu) – pułkownik dyplomowany piechoty Wojska Polskiego, działacz niepodległościowy, kawaler Orderu Virtuti Militari.

## Życiorys
Syn Władysława i Reginy z Waligórskich .
Należał do Związku Strzeleckiego we Lwowie. Podczas I wojny światowej walczył w 3 pułku piechoty II Brygady Legionach Polskich, 1 maja 1916 został awansowany do stopnia chorążego. Pełnił funkcję oficera Polskiej Siły Zbrojnej, a następnie walczył w wojnie polsko-bolszewickiej. 
1 marca 1924 został przydzielony z 70 pp w Jarocinie do Oddziału II Sztabu Generalnego w Warszawie na stanowisko referenta w Referacie „Rosja” . 
Awansował na szefa wydziału Oddziału II Sztabu Generalnego, a później zastępcę szefa Oddział II Sztabu Głównego. 24 grudnia 1929 roku został mianowany podpułkownikiem ze starszeństwem z dniem 1 stycznia 1930 roku i 16. lokatą w korpusie oficerów piechoty.
Józef Englicht był zagorzałym piłsudczykiem, zaangażował się również w ruch prometejski. Od 1937 roku dowodził 79 pułkiem piechoty w Słonimiu. Na tym stanowisku awansował na pułkownika ze starszeństwem z dniem 19 marca 1938 roku i 13. lokatą w korpusie oficerów piechoty. 1 kwietnia 1939 roku powrócił do Sztabu Głównego na stanowisko I zastępcy szefa Oddziału II .
W 1939 roku poniósł klęskę zawodową, wywiad wojskowy w ZSRR nie przewidział wrogich planów tego kraju wobec Polski, a on sam oficjalnie odrzucał jakiekolwiek zagrożenie ze strony ZSRR, w związku z czym został przez wielu uznany za spiskującego z tym krajem.
W czasie kampanii wrześniowej 1939 roku stał na czele II rzutu (krajowego) Oddziału II. W tym samym miesiącu przedostał się do Rumunii, a później do Francji. Początkowo został wyznaczony na stanowisko oficera do specjalnych zadań. Następnie, do 5 czerwca 1940 roku, pełnił służbę na stanowisku zastępcy szefa Sztabu Naczelnego Wodza. W latach 1940–1941 był szefem sztabu 7 Brygady Kadrowej Strzelców. W 1942 został powołany na komendanta Centrum Wyszkolenia Piechoty. W 1944 został szefem Centrum Wyższych Studiów Wojskowych, a od marca 1945 Wyższej Szkoły Wojennej. Od 1945 był redaktorem i stałym współpracownikiem ukazującego się w Londynie polskiego czasopisma wojskowego Bellona, gdzie publikowano jego felietony. W październiku 1948 został zwolniony z Polskiego Korpusu Przysposobienia i Rozmieszczenia. 
Zmarł 8 grudnia 1954 w Edynburgu .
Był encyklopedystą. Został wymieniony w gronie edytorów ośmiotomowej Encyklopedii wojskowej wydanej w latach 1931–1939. Wchodził w skład komitetu redakcyjnego tej encyklopedii .
Był żonaty i miał córkę Krystynę Marię (ur. 2 sierpnia 1923).

## Ordery i odznaczenia
- Krzyż Srebrny Orderu Wojskowego Virtuti Militari nr 7360 – 17 maja 1922[12][13][1][14]
- Krzyż Niepodległości – 20 stycznia 1931 „za pracę w dziele odzyskania niepodległości”[15][13][3]
- Krzyż Oficerski Orderu Odrodzenia Polski[13][3]
- Krzyż Walecznych trzykrotnie[16][3]
- Złoty Krzyż Zasługi – 19 marca 1937[17][18]
- Krzyż Komandorski II klasy Orderu Wazów (Szwecja, 1937)[19]
- Krzyż Oficerski Orderu Orła Białego (Jugosławia, 24 czerwca 1929)[20][3]
- Order Krzyża Orła III klasy (Estonia, 1932)[21][3]
- Medal 10 Rocznicy Wojny Niepodległościowej (Łotwa, 6 sierpnia 1929)[22][3]